# Spiritualismus (náboženství)

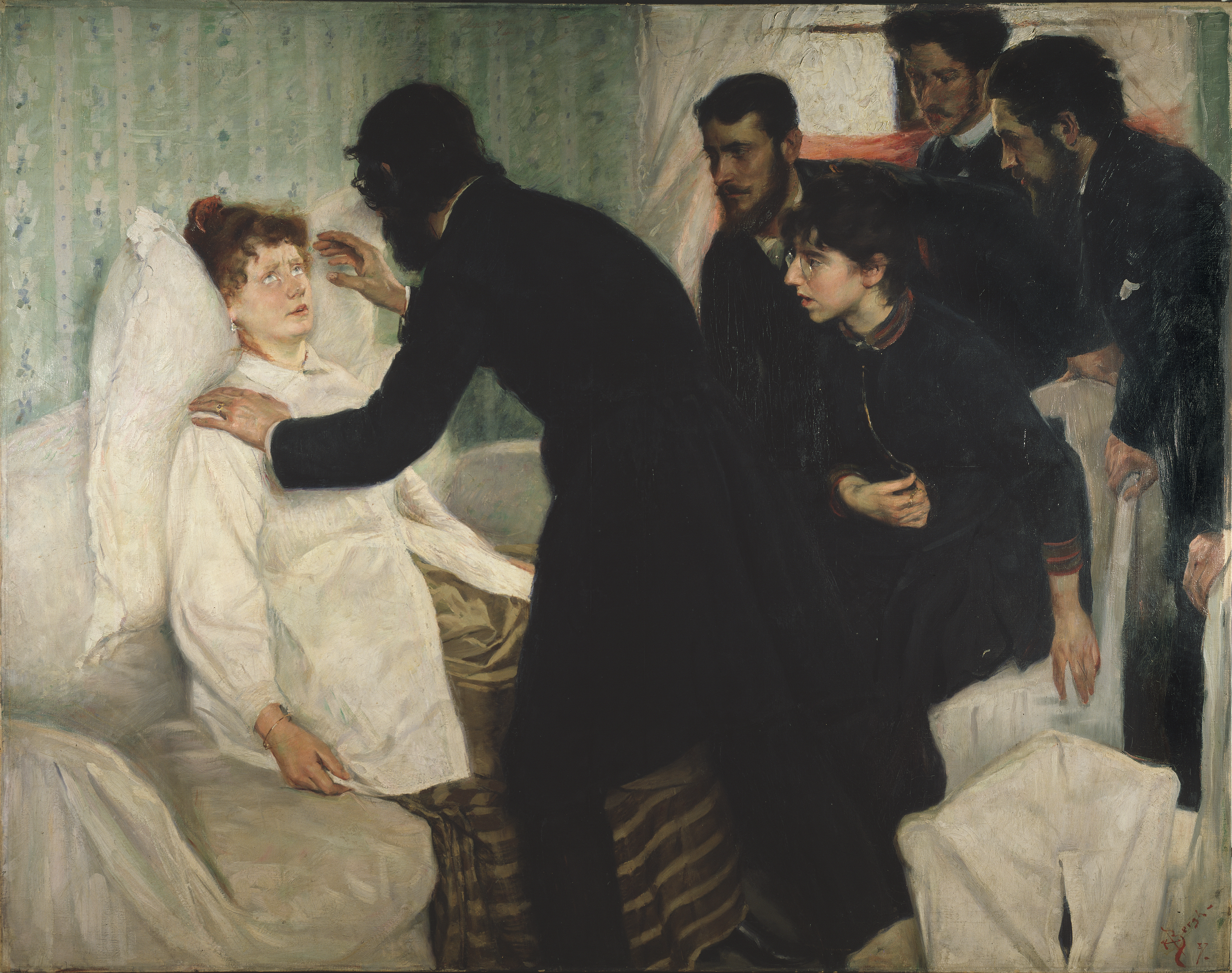
Hypnotizér navozuje stav transu, malba: Richard Bergh, 1887

Spiritualismus je víra, že se živí lidé mohou stýkat s duchy zemřelých, obvykle prostřednictvím média. Takové přesvědčení je široce rozšířené, ale v užším smyslu je jako spiritualismus označován fenomén či hnutí vzniklé v polovině 19. století ve Spojených státech založené na tomto předpokladu. Je ovlivněn dílem švédského mystika Emanuela Swedenborga a myšlenkou živočišného magnetismu německého lékaře Franze Mesmera. K spiritualismu bývá též řazena „harmonická filosofie“ (Harmonial Philosophy) Andrewa Jacksona Davise. Mnozí ze spiritualistů byli významnými postavami hnutí za ženská práva, abolicionismus, prohibici, a ekonomické reformy.

## Historie
Počátky spiritualismu spadají do období takzvaného třetího velkého probuzení, kdy se na americké náboženské scéně objevila například Křesťanská věda, Nové myšlení, Svědkové Jehovovi nebo Teosofická společnost. Vznikl v protestantském prostředí New Yorku a obecně severozápadních Spojených států, zatímco v jižanských státech a mezi katolíky byl jeho vliv mizivý. Spiritualismus vychází z myšlenky křesťanského universalismu, tedy myšlenky že všichni lidé budou nakonec spaseni, a klade důraz na osobní duchovní zkušenost namísto následování autorit.
Za samotný počátek hnutí je považováno působení sester Foxových, které předváděly komunikaci s duchy od roku 1848; spiritualismus poté rychle získával na oblibě a v roce 1855 byl počet jeho příznivců odhadován mezi jedním a jedenácti miliony. Ač jsou takové odhady nespolehlivé, víra v komunikaci s duchy a návštěvy seancí se týkaly velkého množství lidí – především po Americké občanské válce (1861-1865), kdy lidé toužili po kontaktu s blízkými, kteří v tomto konfliktu zahynuli.
Postupně však seance počaly splývat se salónním kouzelnictvím a média byla častěji obviňována z toho, že jsou pouhými podvodníky, což vyvrcholilo na přelomu století. Ve 20. letech 20. století zbytek hnutí zasáhla kampaň Harryho Houdiniho ukazující triky médií, a to se nakonec rozplynulo.
Známým spiritualistem byl Alfred Russel Wallace.